# Ba-tư-nặc
Ba-tư-nặc (tiếng Phạn: Pasenadi) là vua cai trị vương quốc Kiều-tát-la (Kosala) rộng lớn tại Bắc Ấn Độ cổ đại với kinh đô là Xá-vệ (Savatthi), là nhân vật hoàng gia quan trọng trong lịch sử Phật giáo nguyên thủy. Ông sinh cùng năm với Thích-ca mâu-ni và cả hai đều thọ 80 tuổi, trở thành một trong những Phật tử tại gia nổi bật và là vị quốc vương thân cận nhất với Đức Phật.
Dưới thời vua Ba-tư-nặc, vương quốc Kiều-tát-la đã trở thành trung tâm quan trọng của Phật giáo, nơi Đức Phật đã trải qua nhiều mùa an cư tại các tinh xá nổi tiếng như Kỳ Viên (Jetavana).
Các cuộc đối thoại triết lý giữa vua và Đức Phật được ghi lại trong nhiều kinh điển, đặc biệt là trong Tương Ưng Bộ Kinh, phản ánh quá trình chuyển hóa tâm thức và phương pháp trị quốc của một vị vua dưới ảnh hưởng của giáo pháp.